# قانون التربيع العكسي

تمثل الخطوط التدفق المنبعث من المصدر. إجمالي عدد خطوط التدفق يعتمد على قوة المصدر، وهو ثابت مع تغير المسافة. وكلما زادت كثافة خطوط التدفق (خط فيض/وحدة المساحة)، تزداد قوة المجال. وتتناسب كثافة خطوط التدفق عكسيًا مع مربع البعد عن المصدر، لأن مساحة الكرة تتناسب مع مربع نصف القطر. وبالتالي، تتناسب شدة المجال عكسيًا مع مربع البعد عن المصدر.

في الفيزياء، والكمياء يعرف قانون التربيع العكسي على انه قانون فيزيائي يقر بأن كمية أو قوة فيزيائية معينة تتناسب عكسيًا مع مربع المسافة إلى مصدر هذه الكمية الفيزيائية. وهذا القانون قابل للتطبيق على العديد من الظواهر الفيزيائية كالجاذبية والكهرباء والمغناطيسية والضوء والصوت والإشعاع.

## مفهوم مبسط حول قانون التربيع العكسي
يعرف أيضا باسم قانون الجذب العام لنيوتن ويلعب قانون التربيع العكسي دورا هاما جدا في الحد من مخاطر الإشعاع في مجال العلاج الاشعاعي وفي مجالات الطب النووية وهو القانون المقرر تنفيذه في الحماية من الاشعة عبر ثلاثة محاور رئيسية هي الزمن – المسافة – التدريع وبالتالي لابد من معرفة هذا القانون لاستخدامه في عمليات التدريع الخاصة بالتصوير الصناعي بالاشعة. وببساطة جدا عن مفهوم قانون التربيع العكسي في الإشعاع أن القوة تتناسب عكسيا مع المسافة بمعنى إذا زادت المسافة زاد الانتشار وانخفضت القوة وإذا انخفضت المسافة قل الانتشار وزادت القوة.
على سبيل المثال يتم استخدام القانون في حساب جودة الإضاءة في الاماكن كمثال إذا كانت قوة اضائة الكشاف 200 واط والجودة الاضائية 100٪ على بعد 1 متر فانه سيكون على بعد 6 متر قوة الاضائة 5.5 واط وجودة الإضاءة 2.7 ٪ لكل واحد متر مربع ولا تزيد مسافة الانتشار عن محيط 36 متر مربع.
وعلى بعد 8 متر من الكشاف تكون قوة الإضاءة 3.3 واط وجودة الاضائة تكون 1.5 ٪ لكل واحد متر مربع وانتشار الإضاءة في المكان تكون في محيط 64 متر مربع لهذه القيم.
وبالتالي نقدر نقول ان قوة اضائة لمبة 200 واط علي بعد 6 الي 8 متر سوف تعطينا اضائة لمساحة من 36 الي 64 متر مربع، بقوة تتراوح من 5.5 الي 3.3 واط وجودة اضائة المكان من 2.7 الي 1.5 ٪ من قيمة الجودة
وهذا المثال يعني انه القوه الاضائية على بعد 6 متر سوف تنخفض بقيمة تربيع المسافة وتزيد مساحة الضوء أيضا بقيمة تربيع المسافة التي هي 6 في 6 = 36، وبالتالي القوة تكون 100٪ على 36 = 2.7٪ أو 200 على 36 = 5.5 واط

## قانون التربيع العكسي في الكهرباء
و هناك نمط معين بين القوة الكهروستاتيكية والمسافة والتي يمكن وصفها علي انها علاقة تربيع عكسية، وهو يعني ان القوة الكهروستاتيكية بين شحنتين في نقطة ما، تتفاوت عكسيا مع مربع المسافة الفاصلة بين الشحنتين،
وهذا يعني ان العامل الذي يتم تغييره في القوة الكهروستاتيك هو مربع معكوس في العامل الذي تم تغييره، وفي حالة مضاعفة المسافة (زيادة بمعامل 2) سوف تنخفض القوة الكهروستاتيكية بعامل 4 (أي بمعامل زيادة 2 في 2) وإذا تم زيادة المسافة بمعامل 3 اضعاف سوف تنخفض القوة الكهروستاتيكية بمعامل 9 (أي بمعامل زيادة للقوة الثانية 3 في 3)